# Теклай Минассие Асгедом
Теклай Минассие Асгедом (англ. Teklay Minassie Asgedom ) — эритрейский дипломат.
В 2003—2014 годах — Чрезвычайный и Полномочный посол Эритреи в России, верительные грамоты вручал президенту России 16 апреля 2003 г. По совместительству также работал послом Эритреи на Украине (2004—2014), вручил верительные грамоты Президенту Украины Леониду Кучме 21 октября 2004 г. Также работал послом Эритреи в Белоруссии (2004—2014), послом Эритреи на Кипре и в Болгарии (18.02.2004 — 2014), в 2012—2014 годах — посол Эритреи в Азербайджане.
5-6 июня 2014 года посетил Крым, сопровождая министра иностранных дел своей страны А. Мохаммеда. Украина признала этот визит недружественным шагом, грубым игнорированием международного права со стороны Эритреи, а также грубым нарушением украинского суверенитета и национального права, Устава ООН и Резолюции Генеральной Ассамблеи ООН «Территориальная целостность Украины», принятой 27 марта 2014, что негативно повлияло на дальнейшее развитие украинско-эритрейских отношений.